# Frost (musiker)
 For alternative betydninger, se Frost (flertydig). (Se også artikler, som begynder med Frost)
Kjetil-Vidar Haraldstad, bedre kendt som Frost, (født 28. juni 1973 i Øyer, Oppland, Norge) er trommeslager i black metal-grupperne Satyricon og 1349.
Blandt hans tidligere bands er Gorgoroth, Zyklon-B, Gehenna og Keep of Kalessin.
Han kom midlertidigt med i Satyricon til indspilningen af demoen The Forest is My Throne, og gik først senere med i bandet som permanent medlem. Han studerer i øjeblikket ved et matematisk studie i Oslo.
Hans trommestil varierer alt efter band; i 1349 og det tidlige Satyricon brugte han meget blast beats, men i hans senere Satyricon-medvirkender spiller han mere simpelt og i mellemtempo. Han vurderes generelt som en af black metal-genrens mest talentfulde og hurtige trommeslagere.
Han kan ikke turnere i Nordamerika, da han er blevet nægtet visum af de amerikanske myndigheder. Dette er fordi han ikke noterede i sin ansøgning, at han i de tidlige 1990'ere blev idømt 5 måneders fængsel for overfald under en slåskamp på en bar. På 1349-turnéer erstattes han af Tony Laureano, og Satyricon har brugt Joey Jordison og Trym Torson på nordamerikanske turnéer.

## Diskografi

### Med1349
- 2000: 1349
- 2003: Liberation
- 2004: Beyond the Apocalypse
- 2005: Hellfire

### MedSatyricon
- 1993: Dark Medieval Times
- 1994: The Shadowthrone
- 1996: Nemesis Divina
- 1999: Rebel Extravaganza
- 2002: Volcano
- 2006: Now, Diabolical
- 2008: The Age Of Nero

### MedGorgoroth
- 1996: Antichrist
- 1998: Destroyer (spor 3)
- 2006: Ad Majorem Sathanas Gloriam

### MedKeep of Kalessin
- 2003: Reclaim

### MedZyklon-B
- 1995: Blood Must be Shed

### MedGehenna
- 2005: WW